# Dan Gay
Dan Gay (Tallahassee, Florida; 20 de julio de 1961 (63 años))  es un exjugador de baloncesto estadounidense. Con 2.07 de estatura, jugaba en la posición de pívot. Desarrolló toda su carrera deportiva en Italia, donde adquirió la nacionalidad, jugando con el equipo nacional, donde obtuvo la medalla de plata en el Europeo de España 1997.

## Equipos
- 1979-1983: Southwest Louisiana University
- 1983-1984: Haaksbergen Tonego
- 1984-1985:  AMG Sebastiani Rieti
- 1985-1988:  Pallacanestro Cantú
- 1988-1991:  Pallacanestro Treviso
- 1991-1993:  Olimpia Pistoia
- 1993-1997:  Fortitudo Bologna
- 1997: Olimpia Pistoia
- 1998-2000:  Fortitudo Bologna
- 2000-2006:  Pallacanestro Cantú
- 2006-2007:  Fortitudo Bologna
- 2007-2008:   Victoria Libertas Pesaro
- 2009-2012: Libertas Ghepard

## Palmarés

### Club
- LEGA:1

Fortitudo Bologna: 1999-00
- Copa de Italia:1

Fortitudo Bologna: 1998
- Supercopa de Italia:2

Fortitudo Bologna: 1998
Pallacanestro Cantú: 2003